# Brachionus incertus
Brachionus incertus is een raderdiertjessoort uit de familie Brachionidae. De wetenschappelijke naam van deze soort is voor het eerst geldig gepubliceerd in 1953 door Hauer.